# Rocha (departament)
Rocha – urugwajski departament położony w południowo-wschodniej części kraju, nad Atlantykiem. Graniczy z następującymi departamentami: na zachodzie z Maldonado, Lavalleja, na północy z Treinta y Tres. Na północnym wschodzie sąsiaduje z brazylijskim stanem Rio Grande do Sul. Od południa i wschodu Rocha oblewają wody Atlantyku. 
Ośrodkiem administracyjnym oraz największym miastem tego powstałego w 1880 r. departamentu jest Rocha.
Powierzchnia departamentu wynosi 10 551 km². W 2004 r. Rocha zamieszkiwało 69 937 osób, co dawało gęstość zaludnienia 6,6 mieszk./km².